# 神隱
神隱（日语：／ kamikakushi */?），在日語中意義即「被神怪隱藏起來」，被其誘拐、擄掠、或受到招待，而行蹤不明。 類似臺灣的魔神仔說法。
據傳神隱現象好發於兒童。當有人家小孩無故失蹤，村民即會喊名尋找，假如遍尋不著，即認定此人遭到神隱，被神祇、狐仙、天狗等鬼魅妖精帶走。但有時成人也會遭到神隱，像是天狗愛捉弄小孩、狐仙愛捉弄男性、鬼魅愛捉弄女性。
「神隱」最早可見中国北齐学者刘昼 《刘子·法术第十四》：“主以术为神，术以神隐成妙”，意思說手段隱入君王精神化成巧妙。明朝寧王朱權稱其室神隱，也著有《臞仙神隱書》。